# Gamla stan (metrostation)

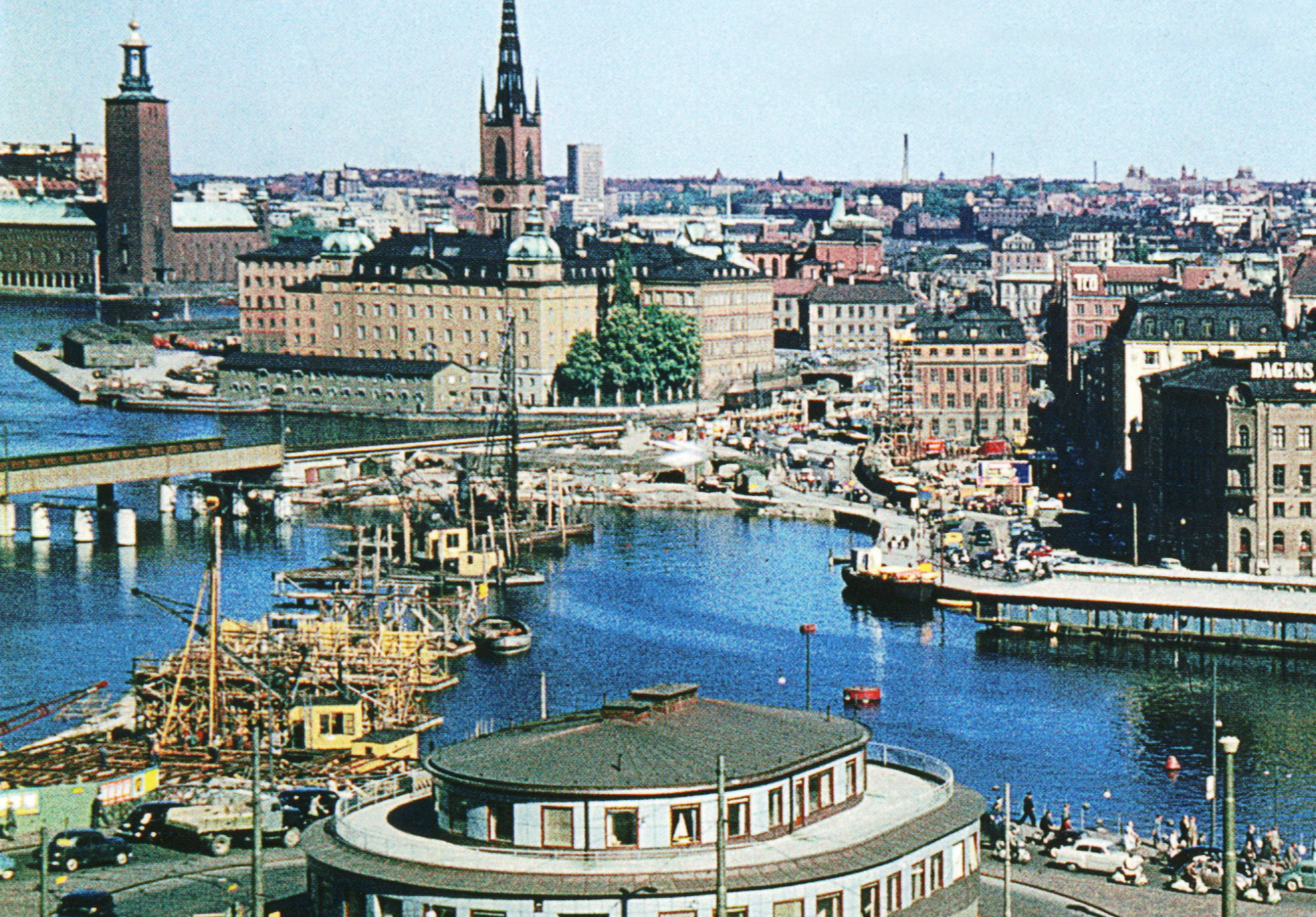
De bouw van brug en station in de zomer van 1956, gezien uit het zuiden

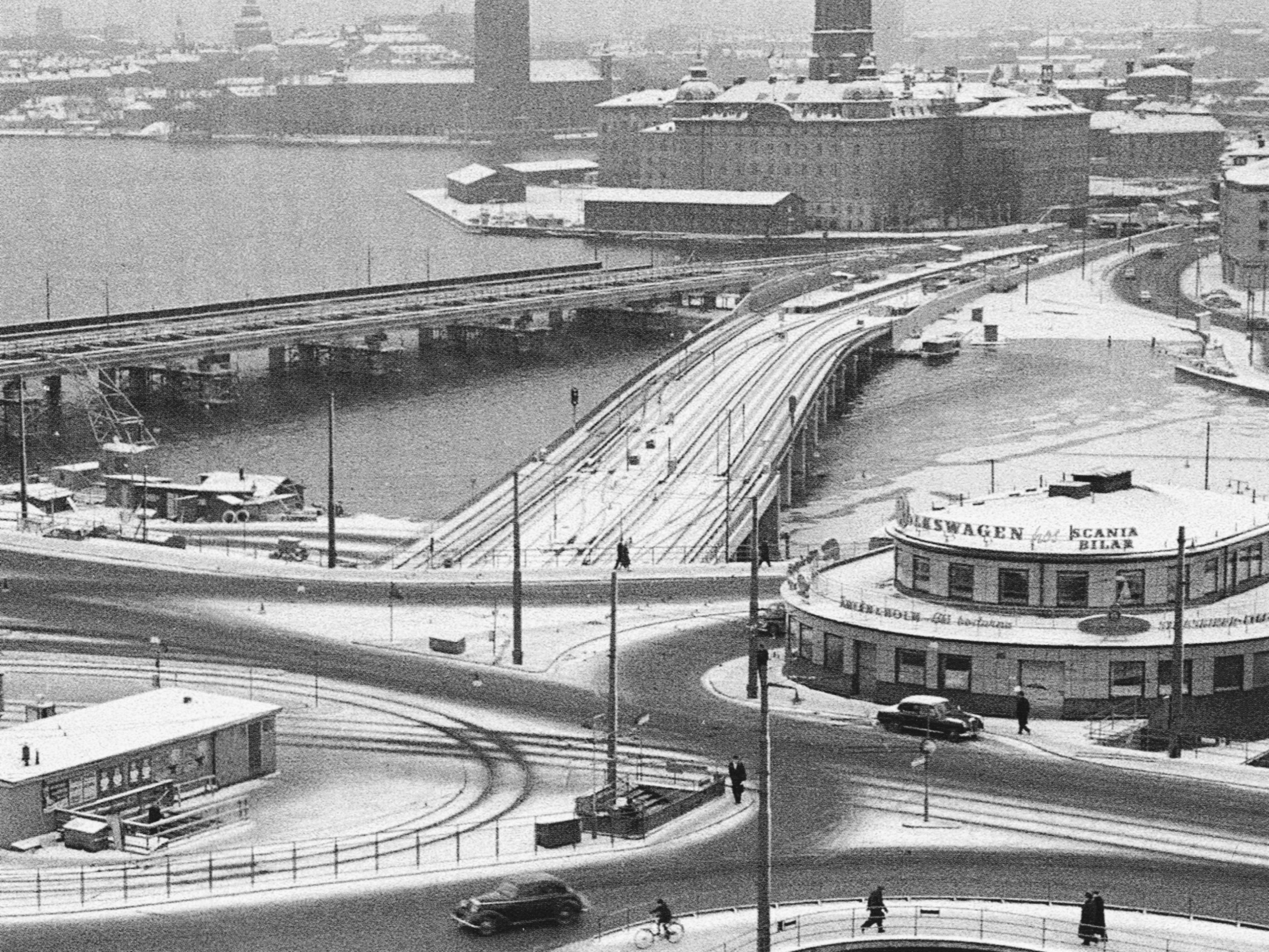
December 1956, de brug is klaar en de perrons in aanbouw zijn zichtbaar

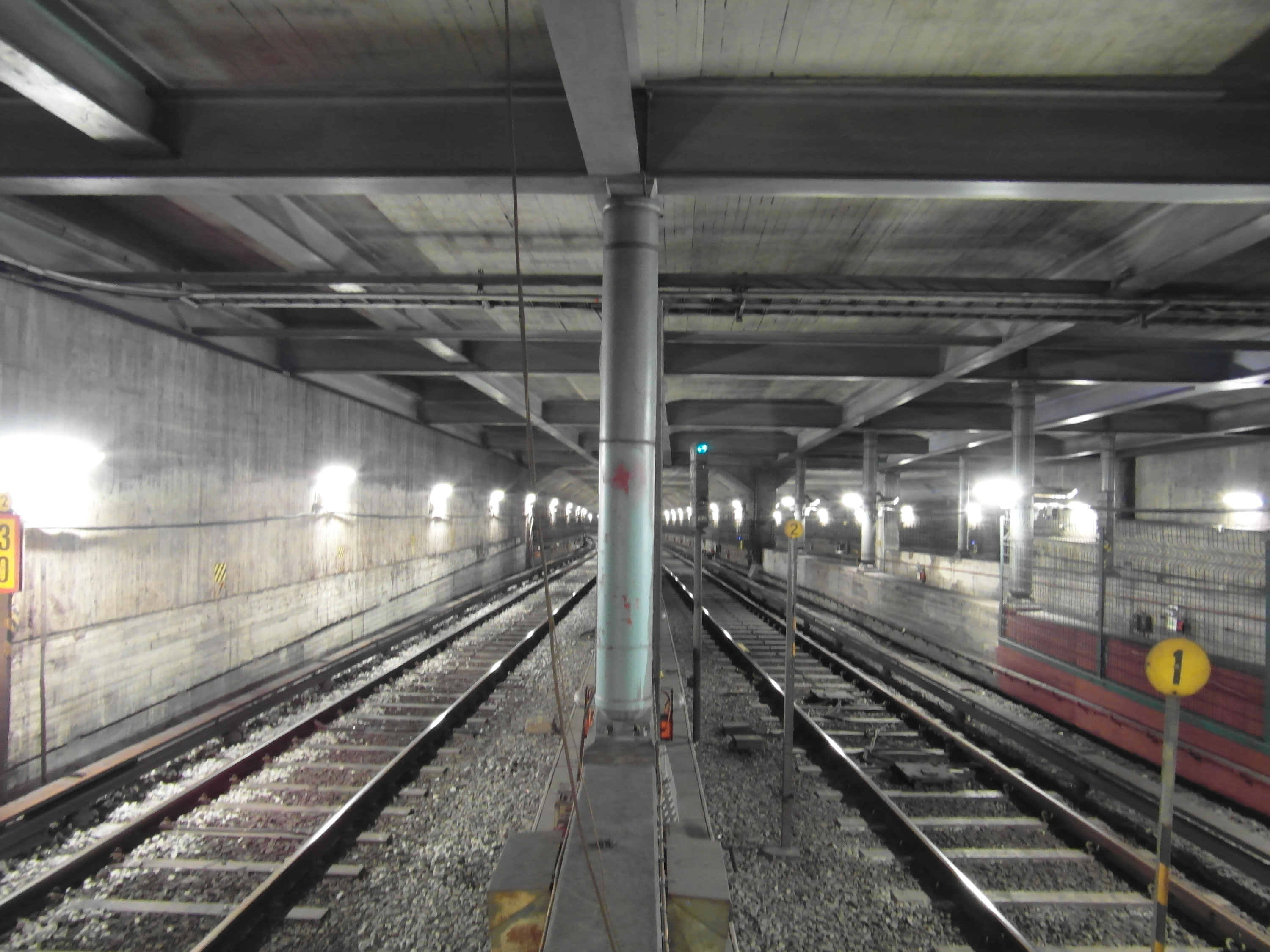
De tunnel tussen Gamla stan en T-Centralen

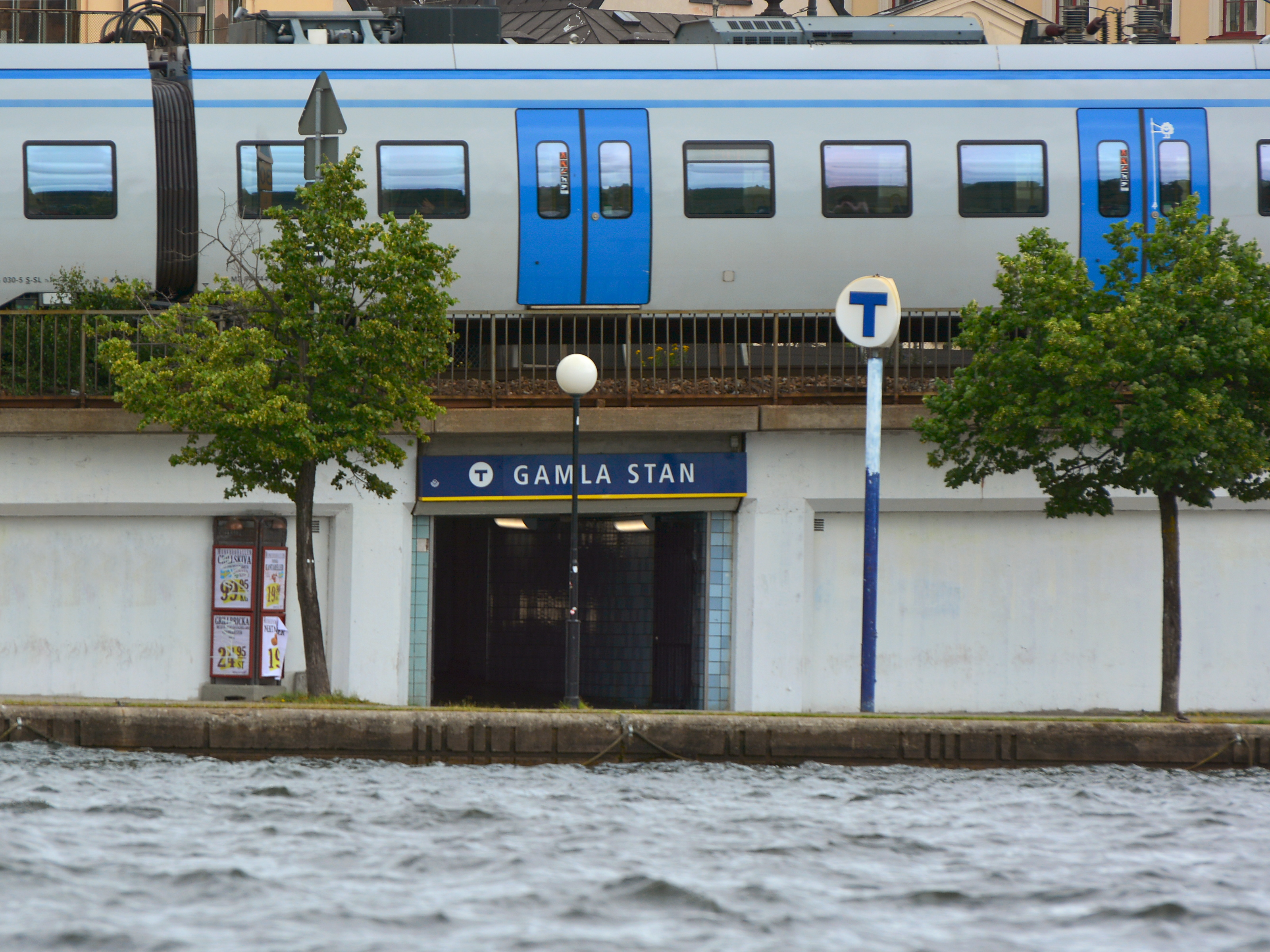
De westelijke ingang onder de spoorlijn

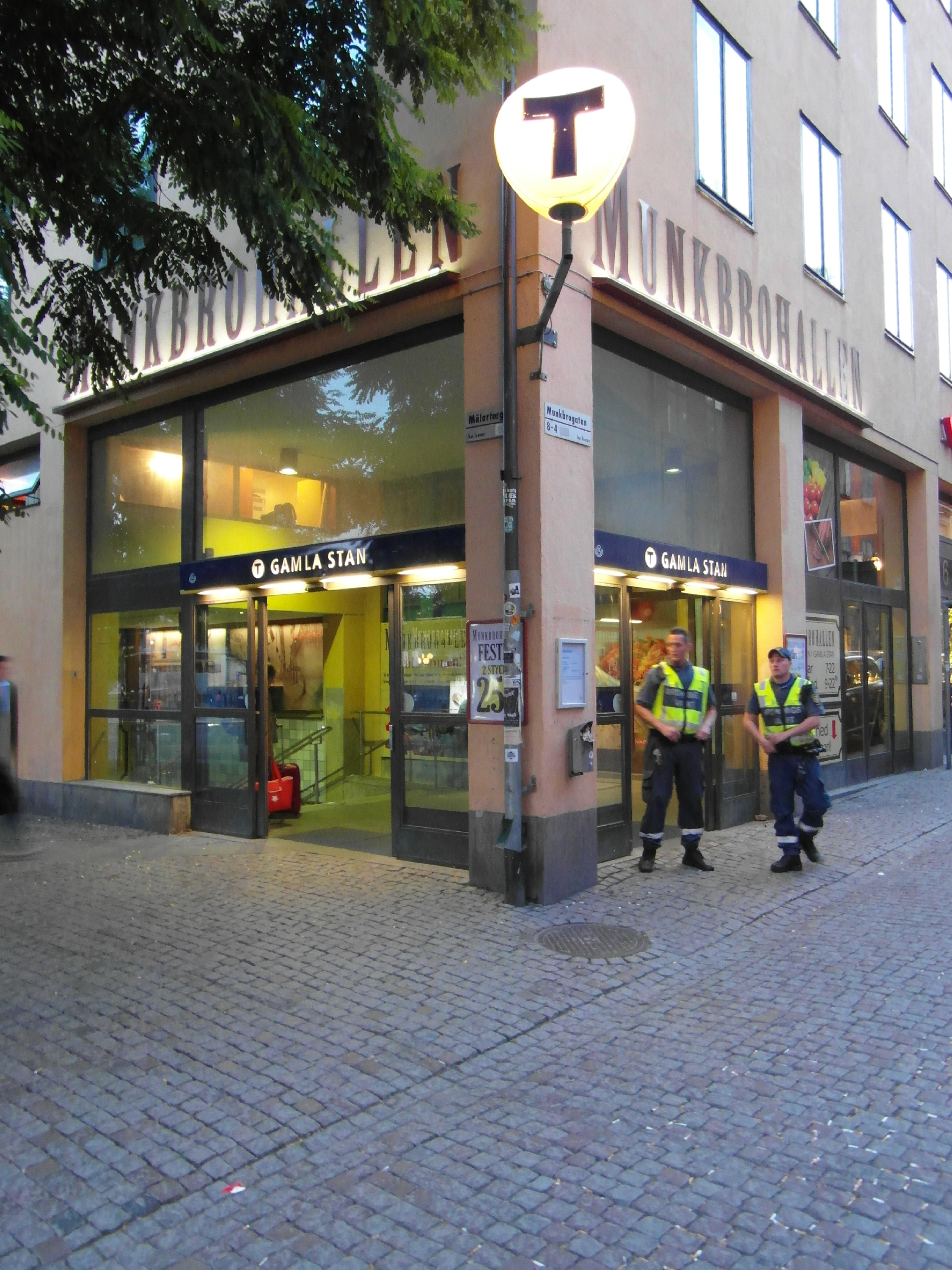
De hoofdingang aan de Munkbrogatan

Gamla stan is een station van de Stockholmse metro gelegen in het stadsdeel Södermalm van Stockholm. De naam betekent Oude stad en het ligt dan ook in het oudste deel van Stockholm. Het station ligt zowel op de rode route als op de groene route en bedient alle lijnen van beide routes. Het is geopend in 24 november 1957. Het station is ongeveer een kilometer verwijderd van het Stockholmse Centraal Station. In 2009 verwerkte het station op een gemiddelde werkdag zo'n 21.800 reizigers.

## Aanleg
Het station is gebouwd tussen de zuidelijke tunneluitgang van de metrotunnel onder de binnenstad en de metrobrug over de Söderström aan de zuidkant van het station. In de ontwerpfase is goed gekeken naar de verschillende reizigersstromen en is in combinatie met T-Centralen een optimale situatie voor overstappers gerealiseerd. Het station kreeg twee eilandperrons op 2,6 meter boven zeeniveau. Tussen Gamla stan en Slussen werd, op de plaats waar tot 1952 de spoorbrug van de sammanbindningsbanan lag, de Söderstrombron gebouwd. De spoorbrug lag echter vrijwel op het niveau van de kade van Södermalm terwijl het metrostation Slussen 8 meter boven zeeniveau ligt, de Söderstrombrug vormt dan ook tevens een helling tussen de twee stations. De spoorbrug was dubbelsporig, de vervangende metrobrug heeft er echter 5, waarvan er 4 zijn aangelegd als doorgaande sporen, 1 per richting en route. Het middelste spoor is een opstelspoor en via wisselstraten kunnen de metrotreinen wisselen tussen de verschillende sporen. Aan de noordkant van het station werd een deel van het Riddarholms kanalen gedempt voor de aansluiting op de metrotunnel. In de jaren 60 van de twintigste eeuw werd de centralbron voor het autoverkeer voltooid die op Riddarholm over het dak van het station en de inrit van de metrotunnel loopt.

## Metroverkeer
Het metroverkeer ging op 24 november 1957 van start op de groene route, die de buitenste sporen van het station gebruikt. De rode route, die de binnenste sporen van de eilandperrons gebruikt, werd op 5 april 1964 geopend. Het westelijke eilandperron wordt aangedaan door de treinen in noordelijke richting en reizigers uit het zuiden moeten hier en niet op T-Centralen overstappen op hetzelfde perron om van route te wisselen. Het oostelijke perron is voor de reizigers naar het zuiden het punt om te kiezen voor de gewenste route naar het zuiden. Door een doordachte vervlechting van de sporen tussen Gamla stan en T-Centralen is op het laatste station overstappen in tegengestelde richting op hetzelfde perron mogelijk. Deze combinatie van overstapmogelijkheden op de twee stations betekent dat reizigers van en naar de oostelijke binnenstad bij T-Centralen op hetzelfde perron kunnen overstappen van en naar de noordelijke binnenstad en het westen, en bij Gamla stan van en naar het zuiden kunnen overstappen op hetzelfde perron.

## Station
Het station is ontworpen door architect Magnus Ahlgren die de stationshal onder de perrons, deels in het grondwater, liet bouwen. De loketten bevinden zich in de stationshal die tevens toegang biedt tot de perrons. De hoofdingang ligt aan de Munkbrogatan en is met een voetgangerstunnel onder de Mälartorget met de stationshal verbonden. Aan de westkant is vanaf de kade van de Munkbrohamnen de stationshal te bereiken met een tunnel onder de spoorlijn en de autoweg. Aan de Mälartorget is vlak naast de gevel van het station nog een trap die toegang biedt tot de voetgangerstunnel. Het station is in 1998 opgesierd met kunstwerken van de kunstenaars Britta Carlstrom en Göran Dahl. Voor de toekomst is in het kader van het project Nya Slussen een plan gelanceerd voor een nieuw metrostation Söderstrom 
 ter vervanging van de stations Gamla stan en Slussen. Door het station geheel ondergronds te leggen wordt het risico dat de metrotunnel onder het centrum overstroomt verminderd. Verder worden de reistijden korter omdat een station vervalt, de overstap configuratie blijft echter wel in stand. Het nieuwe station krijgt dan een ingang aan het Mälartorget en bij Slussen, volgens de voorstanders kan het vanaf 2028 worden gebruikt.

## Foto's

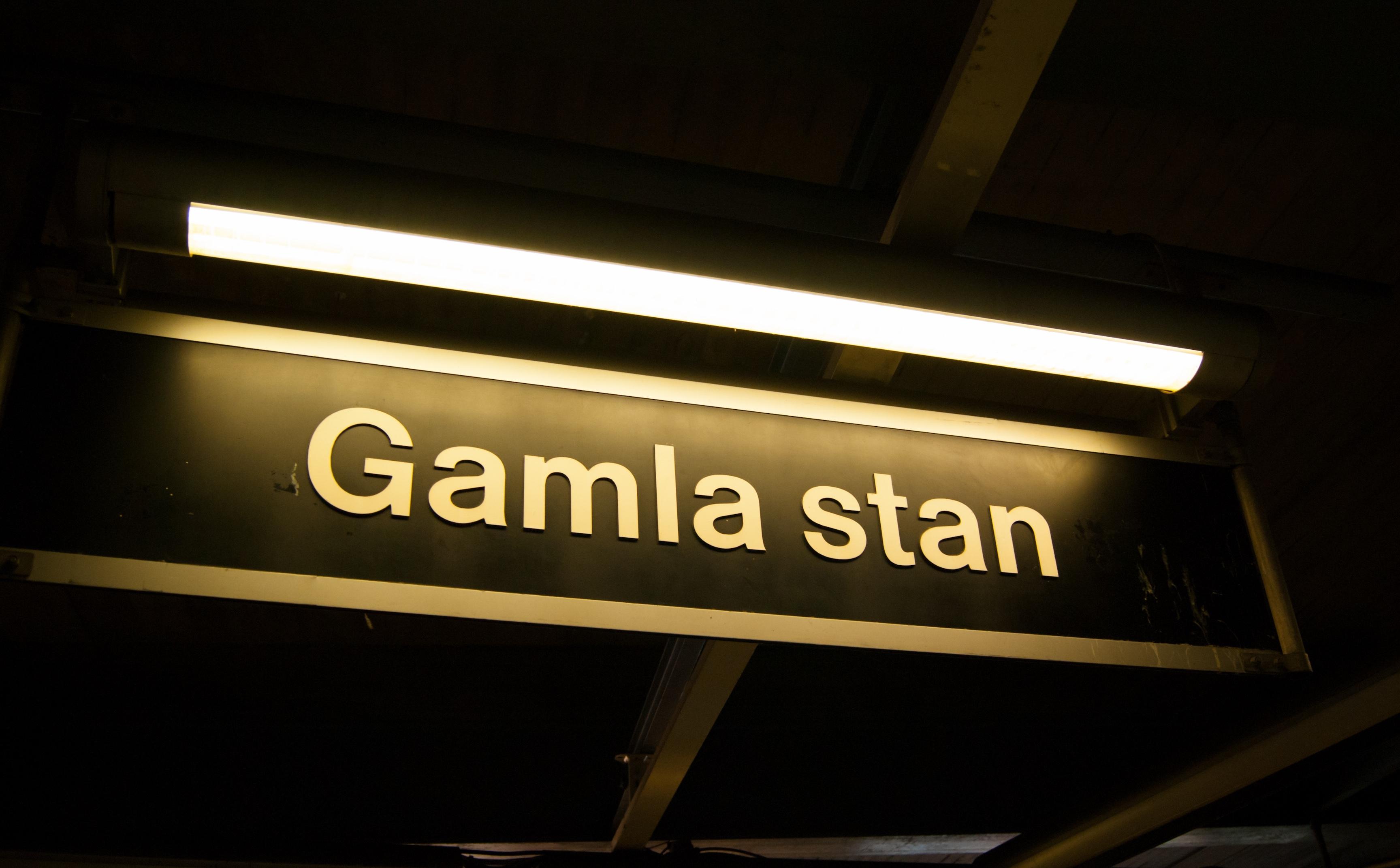
Gamla stan met een kleine s
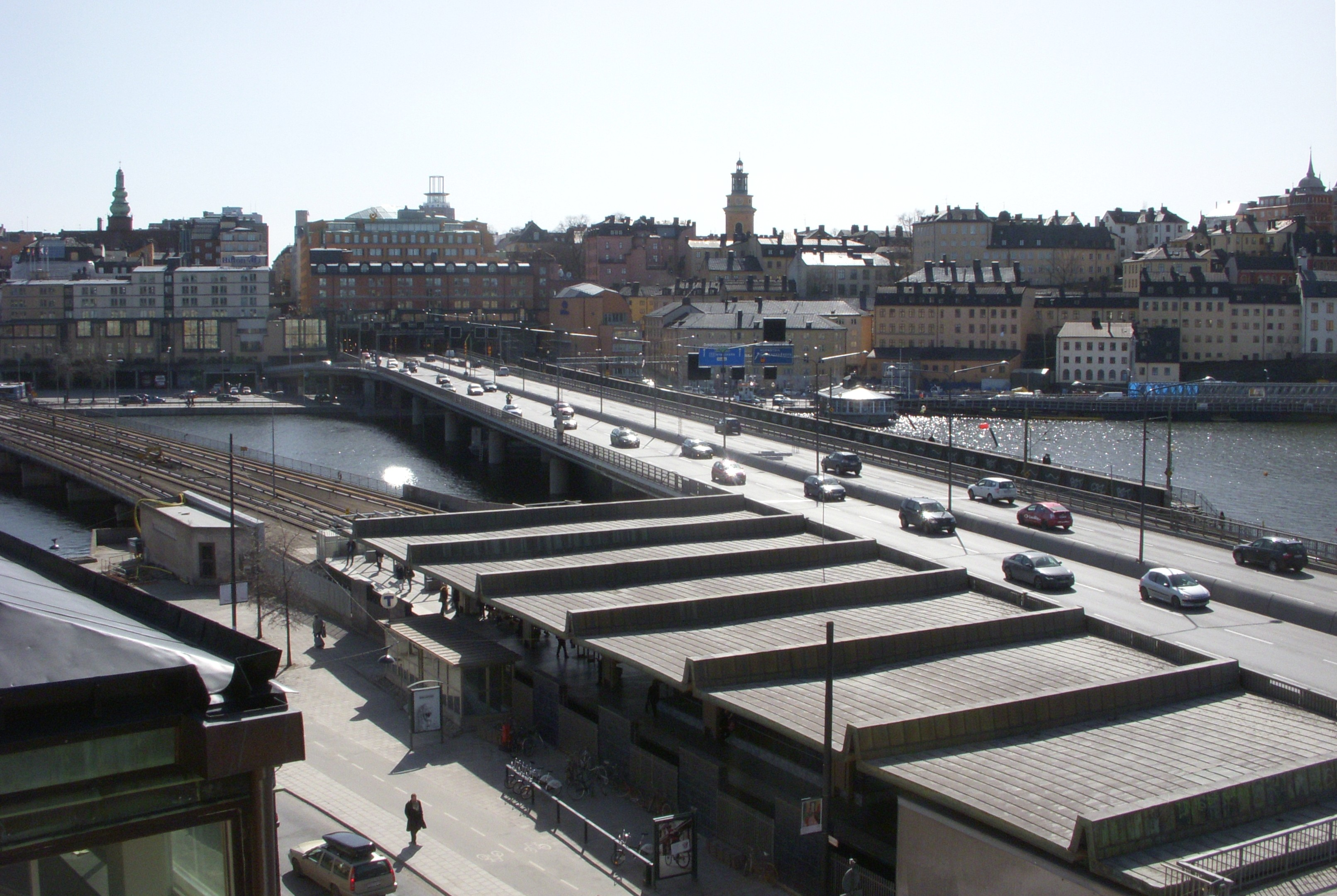
Stationsgebouw van boven, 2011
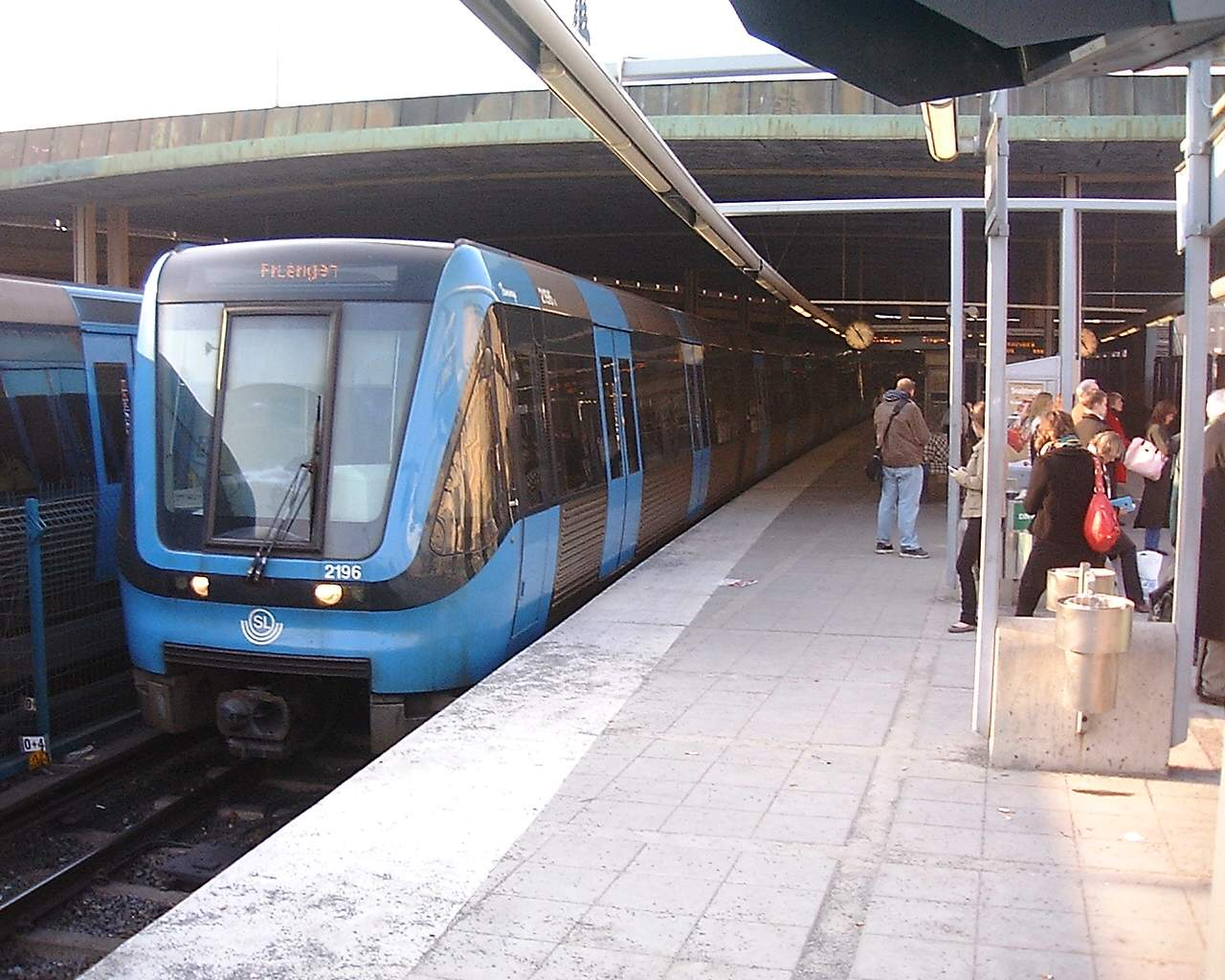
C20 bij Gamla stan, 2007
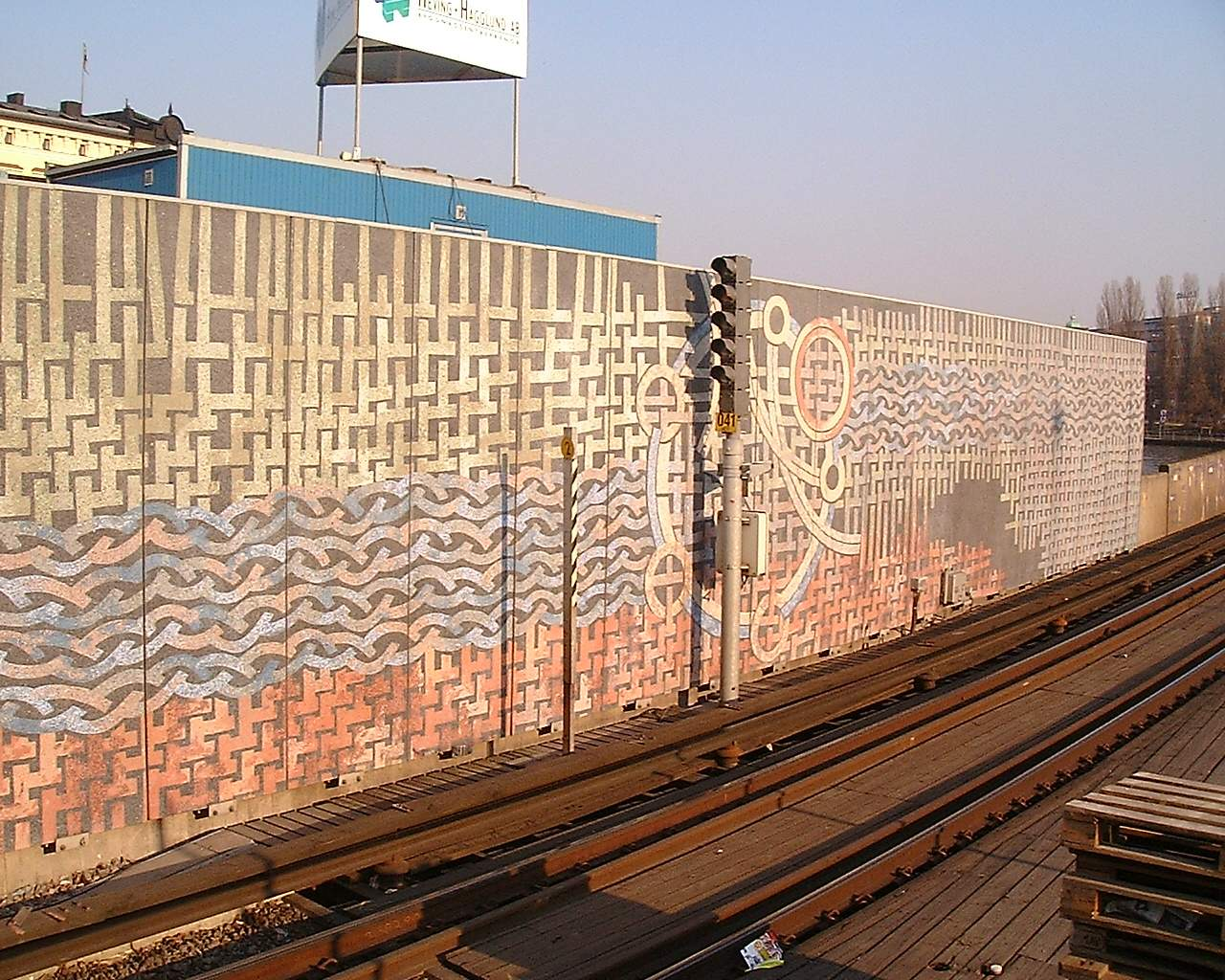
Middeleeuws weefpatroon als decoratie, 2007
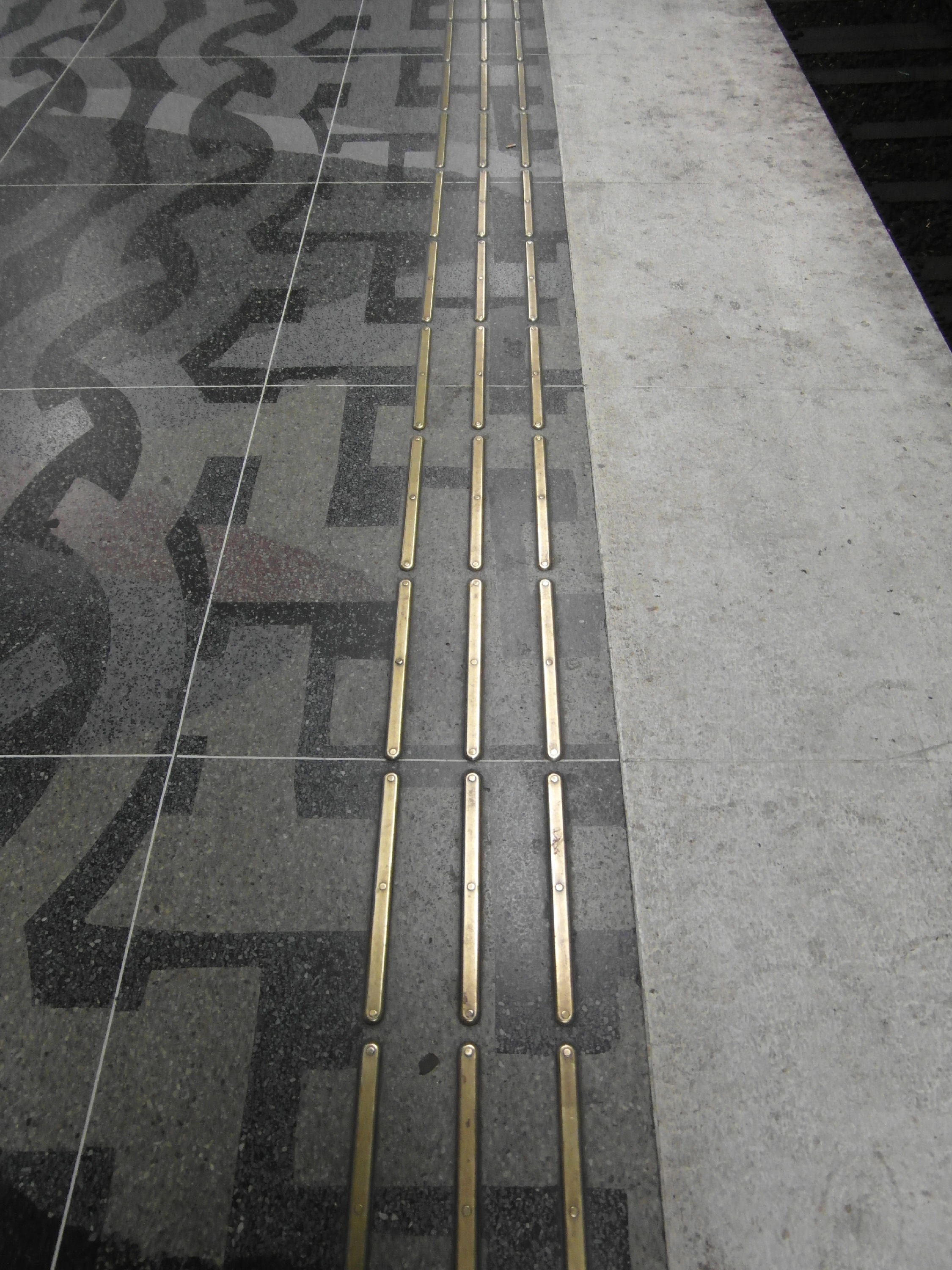
Patronen in de perrontegels